# Марта, Линн
Линн Марта (англ. Lynne Marta, также известна как Линн Марта, 30 октября 1945, Сомервилл, штат Нью-Джерси, США — 11 января 2024, США) — американская актриса и певица.

## Биография
Родилась в Сомервилле, штат Нью-Джерси, 30 октября 1945 года, была одной из двух дочерей Джорджа Марты, выходца из Италии — американца первого поколения — и его жены Рут. Отец занимал должность комиссара по вопросам загрязнения воздуха и воды в штате Нью-Джерси.
С 1968 по 1976 год Марта была замужем за актёром Бриком Хьюстоном, который умер в 2018 году.
В 1983 году журнал People сообщил, что у Марты и звезды сериала «Старски и Хатч», актёра Дэвида Соула, были «открытые отношения». В статье объяснялось: «На протяжении всех лет съёмок сериала Дэвид (он был женат на актрисе Карен Карлсон) и Линн жили вместе, но проводили время с другими людьми». Соул умер за семь дней до Марты.
Марта была очевидцем убийства актрисы Ребекки Шеффер в 1989 году (Шеффер была смертельно ранена в своей квартире одержимым поклонником Робертом Джоном Бардо).
Линн начала свою карьеру в танцевальной программе для подростков «Шоу Ллойда Такстона». Первое появление Марты на экране состоялось в 1966 году в эпизоде комедийного сериала «Джиджет». Она была постоянным участником развлекательной программы «Шоу Ллойда Такстона» и в сериале-антологии «Любовь по-американски» (1969—1974). Её снимали в основном была в эпизодических ролях в телесериалах, и она часто появлялась несколько раз в одном и том же сериале в качестве разных персонажей (включая «ФБР», «Кэннон», «Медицинский центр», «Улицы Сан-Франциско», «Барнаби Джонс», «Доктор Траппер Джон» и «Вега$»).
В середине-конце 1970-х годов она сыграла разных персонажей в трёх отдельных эпизодах сериала «Старски и Хатч». Она появилась в эпизодах сериалов «Скорая помощь»; «Каролина в городе»; «Создавая женщин»; «Дымок из ствола»; «Мэтт Хьюстон»; «Закон и порядок»; «Ангелы Чарли»; «Досье Рокфорда»; «Коджак»; «Маркус Уэлби, доктор медицины»; «Калифорнийский дорожный патруль» и «Новички», а также — в дневных мыльных операх «Страсти», «Молодые и беспокойные» и «Дни нашей жизни».
Линн Марта умерла от онкологического заболевания в своем доме в Лос-Анджелесе 11 января 2024 года в возрасте 78 лет.

## Фильмография
- 1971: Red Sky at Morning — Venery Ann Cloyd
- 1972: Joe Kidd — Elma
- 1972: 43: The Richard Petty Story — Lynda Petty
- 1973: Genesis II — Harper-Smythe
- 1975: Adams of Eagle Lake — Cindy
- 1975: «Starsky & Hutch» — Cheryl
- 1976: Help Me… I’m Possessed — Melanie Blackwood
- 1976: Once an Eagle — Celia Harrodson
- 1977: In the Glitter Palace — Ricki
- 1977: Barnaby Jones — Lorraine
- 1978: «CHiPs» — Beth Holmes
- 1980: Blood Beach — Jo
- 1980: Homeward Bound — Mary Jo Lawson
- 1984: Свободные — Lulu Warnicker
- 1985: Crime of Innocence — Lucille (uncredited)
- 1990: «Первая сила» — Nun
- 1990: Columbo: Uneasy Lies the Crown — Frances
- 1990: «Трое мужчин и маленькая леди» — Morgan, School Teacher
- 1993: A Case for Murder — Marti Stevens
- 1993: Message from Nam — Nurse #2
- 1996: Race Against Time: The Search for Sarah — Matron
- 1997: Sleeping with the Devil — Judge Eberhardt
- 2002: Time of Fear — Mrs. LeDoux